# Первоцвет крупночашечный
Первоцве́т крупноча́шечный  (лат. Prímula macrocályx) — многолетнее травянистое растение, вид рода Первоцвет (Primula) семейства Первоцветные (Primulacea). 
Некоторыми систематиками рассматривается как подвид первоцвета весеннего (Primula veris) под названием Primula veris L. subsp. macrocalyx (Bunge) Lüdi.

## Ботаническое описание
Растение короткоопушённое прямостоячее 12—35 см высотой.
Наличествует толстое корневище, несущее многочисленные мочки корней и до десяти и более розеток листьев.
Листья яйцевидные или продолговато-яйцевидные, тупые, неясно мелкозубчатые. Пластинка 3—15 см длиной, 2—7 см шириной. Расположение листьев очерёдное.
Цветоносы безлистные с простым зонтиком из 6—20 цветков, склоненных в одну сторону. Цветоножки различной длины. Иногда на одной из них развит вторичный зонтичек. Околоцветник правильный, сростнолепестный из пяти лепестков. Цветки 1—3 см длиной, венчик ярко-жёлтый, внутри с оранжевыми пятнами у основания долей отгиба. Чашечка колокольчатая, вздутая, широкая (6,5—8,5 мм) бледно-зелёного цвета. На 1⁄4—1⁄3 надрезана на яйцевидные, заострённые лопасти. Пять тычинок, расположенных против долей венчика. Пестик один, завязь верхняя, с многочисленными семяпочками; столбик с головчатым рыльцем, длина внутри вида варьирует.
Плод — овальная коробочка, расширенная в верхней части. Почти вдвое короче чашечки. Раскрывается зубчиками на верхушке. Семена тёмно-бурые, овальные, угловатые, 1,3—1,8 мм длиной, с мелкими сотовидными ячейками на поверхности.
|                                                                               |  |
| Слева общий вид растения, справа корневище с удаленными придаточными корнями. |  |

## Распространение и среда обитания
Ареал включает в себя Западную и Восточную Сибирь (Иркутская область, Кемеровская область, Курганская, Новосибирская и Томская области, Алтайский и Красноярский края, республики Алтай, Бурятия и Тыва.
Вне Сибири распространён в Южной Европе, на Кавказе, в Северном Иране.

## Экология
Светолюбивое растение, мезофит по отношению к влаге, мезотроф по отношению к питанию. Характерен для местностей с преобладанием кустарниковой растительности, мелколиственных и светлохвойных лесов. Встречается также на горных и сухих или остепененных лугах. Опыляется насекомыми. Устойчив к умеренному антропогенному воздействию.

## Охранный статус
Указан в Красных книгах республики Бурятия, Вологодской области, Иркутской области, Киргизской республики, Курганской области, Самарской области, Саратовской области, Томской области, Удмуртской республики, Чувашской республики.

## Значение и использование
Выращивается как декоративное растение. В медицине используется корневище — для изготовления препаратов с отхаркивающими свойствами. Также из свежих и высушенных листьев получают витамин C.